# جوجو تشان
جوليانا جوجو تشان هي ممثلة ومغنية وعارضة أزياء وملكة جمال ومقاتلة فنون قتالية أمريكية هونغ كونغية ولدت في يوم 2 فبراير 1989 في هونغ كونغ. بدأت التمثيل في سنة 2008، وفازت بمسابقة ملكة جمال تشايناتاون الولايات المتحدة في سنة 2009، تلقت تعليمها في جامعة نيويورك. مثلت في فيلم Crouching Tiger, Hidden Dragon: Sword of Destiny في سنة 2016، ومسلسل مغتالو وو في سنة 2016.

## روابط خارجية
- جوجو تشان على موقع IMDb (الإنجليزية)
- جوجو تشان على موقع ألو سيني (الفرنسية)
- جوجو تشان على موقع قاعدة بيانات الفيلم (الإنجليزية)